# 鉄山駅
鉄山駅（チョルサンえき）は大韓民国京畿道光明市鉄山洞にある、ソウル交通公社7号線の駅。駅番号は(747)。

## 駅構造

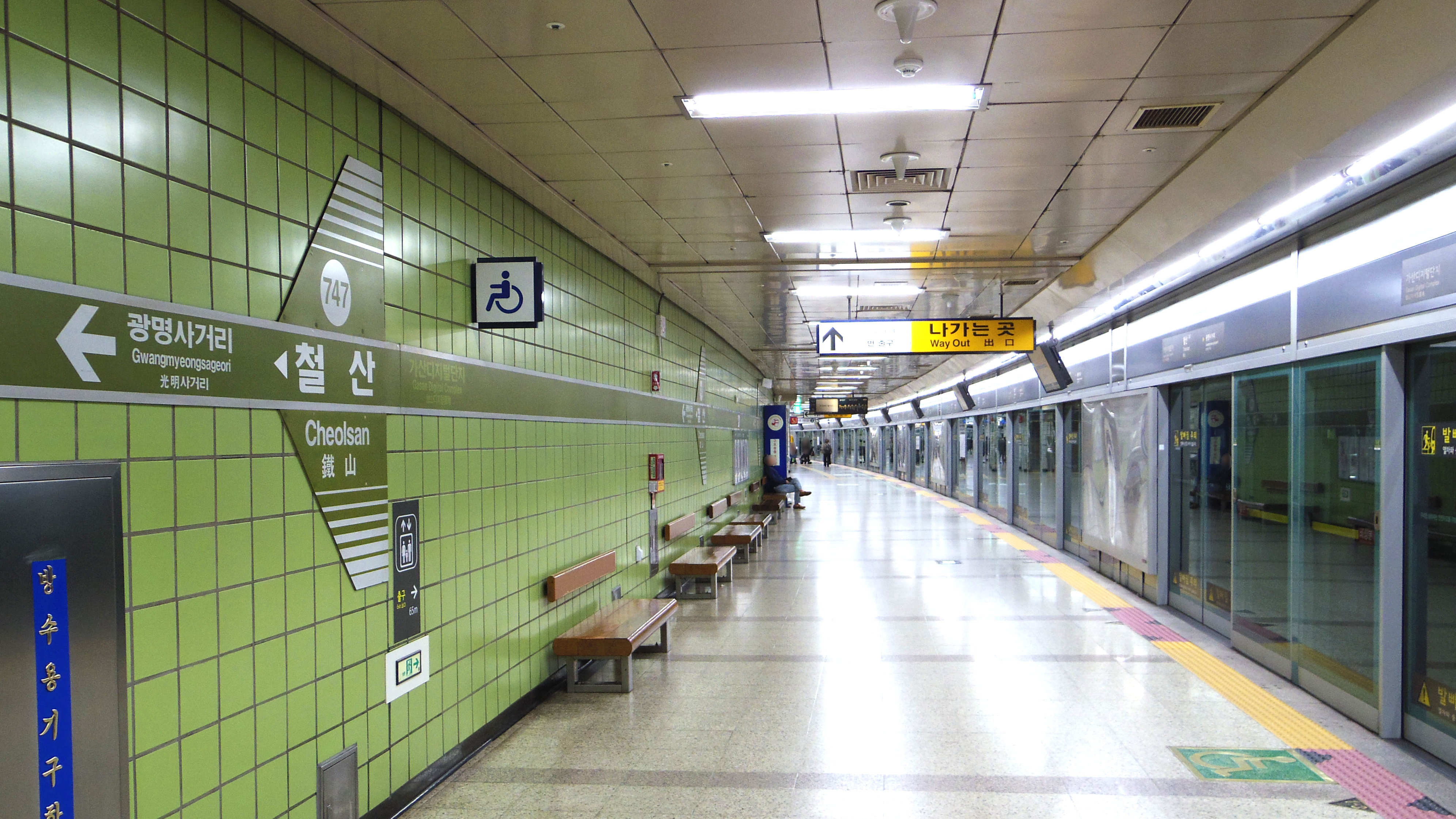
ホーム

相対式ホーム2面2線を有する地下駅で、フルスクリーンタイプのホームドアが設置されている。改札口は上下ホーム別々に設置されており、改札内でのホーム間の移動はできない。化粧室は改札外に1ヶ所ある。
エレベータ完備。出入口は1番から4番までの計4ヶ所ある。

### のりば
- 案内上ののりば番号は設定されていない。

| 上り | 7号線 | 大林・高速ターミナル・建大入口・長岩方面 |
| 下り | 7号線 | 光明サゴリ・天旺・温水方面               |

## 利用状況
近年の一日平均利用人員推移は下記のとおり。なお、2000年は開業日の2月29日から12月31日までの307日間の平均である。
| 路線  | 路線     | 2000年 | 2001年 | 2002年 | 2003年 | 2004年 | 2005年 | 2006年 | 2007年 | 2008年 | 2009年 | 出典  |
| ----- | -------- | ------ | ------ | ------ | ------ | ------ | ------ | ------ | ------ | ------ | ------ | ----- |
| 7号線 | 乗車人員 | 13,630 | 20,484 | 23,378 | 23,517 | 22,716 | 22,450 | 20,953 | 20,335 | 21,754 | 21,577 | [ 1 ] |
| 7号線 | 降車人員 | 13,054 | 19,371 | 22,109 | 22,208 | 21,263 | 21,388 | 19,967 | 19,395 | 20,918 | 21,071 | [ 1 ] |
| 7号線 | 乗降人員 | 26,684 | 39,856 | 45,487 | 45,725 | 43,979 | 43,837 | 40,920 | 39,731 | 42,672 | 42,647 | [ 1 ] |
| 路線  | 路線     | 2010年 | 2011年 | 2012年 | 2013年 | 2014年 | 2015年 |        |        |        |        | [ 1 ] |
| 7号線 | 乗車人員 | 25,047 | 26,032 | 25,585 | 25,948 | 25,636 | 25,155 |        |        |        |        | [ 1 ] |
| 7号線 | 降車人員 | 24,511 | 25,465 | 25,244 | 25,748 | 25,486 | 25,222 |        |        |        |        | [ 1 ] |
| 7号線 | 乗降人員 | 49,559 | 51,496 | 50,829 | 51,696 | 51,122 | 50,377 |        |        |        |        | [ 1 ] |

## 駅周辺
- 光明市庁
- 2001アウトレット
- 光明市民運動場
- 鉄山公園
- 鉄山市場
- 光明市法院
- 光明聖愛病院
- 光明警察署
- 光明高等学校
- 光明中学校
- 光成初等学校
- 韓国電力公社
- 安養川

## 歴史
- 2000年2月29日 - 開業。
- 2005年1月3日 - 当駅と加山デジタル団地駅（当時：加里峰駅）の間で列車内での放火事件が発生[2]。

## 隣の駅
ソウル交通公社
 7号線
加山デジタル団地駅 (746) - 鉄山駅 (747) - 光明サゴリ駅 (748)